# Pepe Willberg

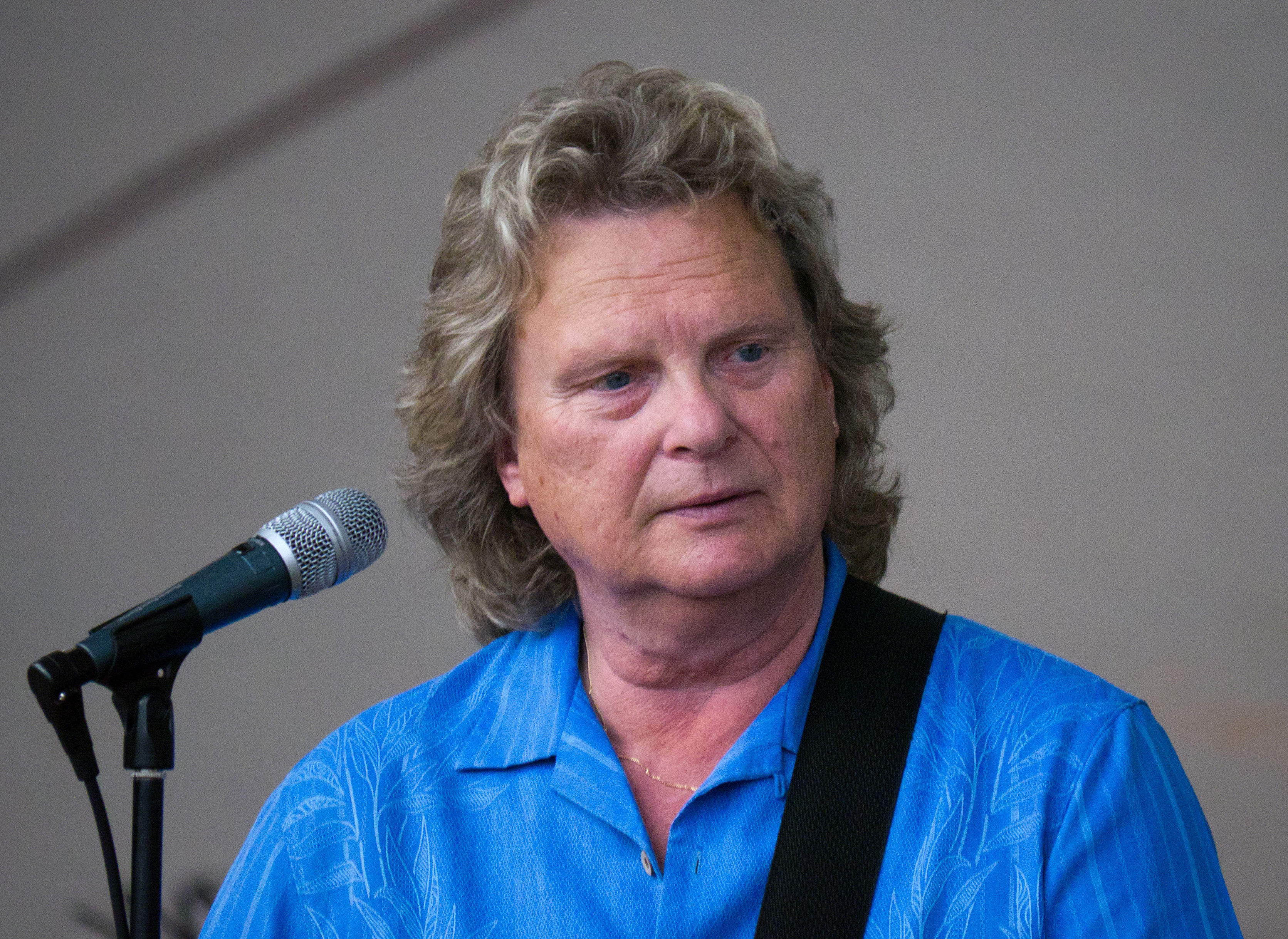
Pepe Willberg (2011).

Pertti ”Pepe” Willberg, till 1955 Toivo Pertti Uolevi Kantonen, född 17 december 1946 i Åbo, är en finländsk pop- och schlagersångare. 
Willberg, vid sidan av Fredi känd som en av de stora balladsångarna inom finländsk popmusik, debuterade tidigt i Helsingfors. Han blev först känd i Islanders, men övergick 1965 till gruppen Jormas, namngiven efter managern Jorma Weneskoski (1929–2006). I det även i Sverige populära Jormas kom Willbergs tenorstämma väl till sin rätt i de finska versionerna av bland annat Beatleslåtar som bandet gjorde. Han hade stor framgång med den av britten P.J. Proby populariserade To Make a Big Man Cry, som på finska blev Saat miehen kyyneliin (inspelad 1966), en ballad som genom åren starkt har förknippats med Willberg. Under 1970-talet verkade han bland annat i gruppen Pepe & Paradise och började framträda som soloartist, vilket han fortfarande huvudsakligen gör. År 1999 deltog han bland annat med Hector och Kirka i konsertturnén Mästarna på arenan och har även uppträtt med Fredi och Petri Laaksonen som de framgångsrika så kallade poptenorerna.

## Utmärkelser
- Pro Finlandia-medaljen av Finlands Lejons orden,  6 december 2024[1]

[Redigera Wikidata]